# BAR 003
A BAR 003 egy Formula–1-es versenyautó, amelyet a British American Racing csapat tervezett és versenyeztetett a 2001-es Formula–1 világbajnokság során. Pilótái Jacques Villeneuve és a csapathoz újonnan érkező Olivier Panis voltak.

## Áttekintés
2000-ben a csapat ígéretes teljesítményt kezdett el nyújtani, emiatt úgy vélték, hogy 2001-ben már megcélozhatják a dobogót, és talán a győzelemért is harcolhatnak. Ehhez képest visszalépés következett. A 003-as kezelhetetlenségi problémákkal küszködött, amik főképp abból adódtak, hogy a kasztni nem volt elég merev, és ha ez nem lett volna elég, megbízhatósági gondok is jelentkeztek. A Honda motorjai ebben az évben nem is voltak annyira erősek, mint a riválisoké, viszont a Jordan EJ11-esben ugyanilyen motorok voltak, és azokat általában legyőzték.
A csapat ez évi fénypontja a spanyol és a német nagydíjon elért két harmadik hely volt, habár ezekhez az is kellett, hogy sokan kiessenek a futamokon. Panis teljesítménye hullámzó volt, habár ígéretes teljesítményt nyújtott, ezt nem tudta pontokra váltani. Ennek köszönhetően a csapat a konstruktőri hatodik helyet szerezte meg 17 ponttal.
A francia és a brit versenyt leszámítva mindenhol a Lucky Strike dohánymárka logói szerepeltek az autókon, illetve kivétel volt még az amerikai nagydíj, ahol az EA Sports logója szerepelt rajtuk.

## Eredmények
(Táblázat értelmezése)

(Félkövér: pole-pozícióból indult; dőlt: leggyorsabb kört futott) 

| Év   | Csapat | Motor        | Gumik | Pilóták            | 1   | 2   | 3   | 4   | 5   | 6   | 7   | 8   | 9   | 10  | 11  | 12  | 13  | 14  | 15  | 16  | 17  | Pontok | Helyezés |
| ---- | ------ | ------------ | ----- | ------------------ | --- | --- | --- | --- | --- | --- | --- | --- | --- | --- | --- | --- | --- | --- | --- | --- | --- | ------ | -------- |
| 2001 | BAR    | Honda RA001E | B     |                    | AUS | MAL | BRA | SMR | ESP | AUT | MON | CAN | EUR | FRA | GBR | GER | HUN | BEL | ITA | USA | JPN | 17     | 6.       |
| 2001 | BAR    | Honda RA001E | B     | Olivier Panis      | 7   | KI  | 4   | 8   | 7   | 5   | KI  | KI  | KI  | 9   | KI  | 7   | KI  | 11  | 9   | 11  | 13  | 17     | 6.       |
| 2001 | BAR    | Honda RA001E | B     | Jacques Villeneuve | KI  | KI  | 7   | KI  | 3   | 8   | 4   | KI  | 9   | KI  | 8   | 3   | 9   | 8   | 6   | KI  | 10  | 17     | 6.       |

† - nem fejezte be a futamot, de rangsorolták

## Forráshivatkozások
1. ↑  Engine Honda • STATS F1. www.statsf1.com. (Hozzáférés: 2022. március 3.)

## Fordítás
Ez a szócikk részben vagy egészben  a   BAR 003 című angol Wikipédia-szócikk ezen változatának fordításán alapul.  Az eredeti cikk szerkesztőit annak laptörténete sorolja fel. Ez a jelzés csupán a megfogalmazás eredetét és a szerzői jogokat jelzi, nem szolgál a cikkben szereplő információk forrásmegjelöléseként.